# Artyleria pułkowa
Artyleria pułkowa – pododdziały artylerii wchodzące organicznie w skład pułku piechoty, kawalerii, pułku zmechanizowanego, czołgów itp. podlegające bezpośrednio dowódcy pułku.
Na początku lat 60. XX w. w Wojsku Polskim wprowadzono tzw. „etaty pokojowo-wojenne”. W pułku zmechanizowanym artyleria pułkowa odpowiadała wielkością dywizjonowi artylerii. W jej skład wchodziła bateria moździerzy i bateria artylerii przeciwpancernej. Sprzęt artyleryjski to: 6 armat przeciwpancernych 85 mm i 6 moździerzy 120 mm.
W 2 połowie lat 60. XX w. wprowadzono zmiany w etatach pokojowo – wojennych dywizji zmechanizowanej. W pułku zmechanizowanym artylerię pułkową stanowiła bateria haubic 122 mm (6  haubic wz.38) i bateria przeciwpancerna (3 samobieżne wyrzutnie ppk „Trzmiel” i 9 armat przeciwpancernych D-44). W pułku czołgów artylerii pułkowej nie było